# 노르망디 공국
노르망디 공국(프랑스어: Duché de Normandie 뒤셰 드 노르만디[*])은 노르만족의 지도자 롤로가 샤를 3세로부터 받은 봉읍인 루앙 백국을 기반으로 996년에 형성된 공국이다.

## 역사
9세기 전반 프랑스는 노르만인의 침입과 약탈에 의하여 845년에 파리가 점령되고 각지의 주요 도시가 습격을 받았다. 대체적으로 동프랑크와 북프랑스는 덴마크인, 남프랑스와 에스파냐 그리고 지중해는 노르웨이인의 습격을 받았다. 당시 분열되어 있던 프랑스의 여러 왕은 단결해서 이들과 싸우지 않았을 뿐만 아니라, 자기들의 내전(內戰)에 노르만인을 용병으로 사용했기 때문에 그들의 침입을 한층 용이하게 했다. 그러나 9세기 후반 이후 노르만인의 수장(首長)들은 프랑크의 봉토를 받아서 가신(家臣)으로 되는 경향이 강하였다. 노르만의 침구(侵寇)에 대한 회유책으로, 프랑스 왕 샤를 3세가 911년 노르만의 추장(酋長) 롤로에게 센강 하류 지대를 양여하여 노르망디 공(公)에 봉(封)하자, 다수의 노르만인이 이 지방으로 이주하여 영지를 확장하고, 특수지역을 만들어 실질적인 독립국을 만들었다. 그 후 앙주 가(家)에 반대하여 카페 왕가를 원조함으로써 강대해지고, 1066년 윌리엄 1세는 영국을 정복하여 영국의 노르만 왕가를 열었다. 그의 사후, 장남 로베르가 노르망디 공(公)이 되고, 차남인 윌리엄이 영국 왕이 되어 양쪽 지방은 분리되었으나, 헨리 1세 때 재차 병합되어 1106년 이후 약 1세기 동안 노르망디는 영국 영토가 되었다. 그러나 그 후 1204년 프랑스 왕 필리프 2세가 루앙을 공략하여, 1259년 루이 9세 때 프랑스 왕국에 정식으로 편입되었다.

## 참고 자료
- 이 문서에는 다음커뮤니케이션(현 카카오)에서 GFDL 또는 CC-SA 라이선스로 배포한 글로벌 세계대백과사전의 내용을 기초로 작성된 글이 포함되어 있습니다.